# Parafia św. Jakuba Apostoła w Tolkmicku
Parafia Świętego Jakuba Apostoła w Tolkmicku – parafia erygowana w XIV wieku należąca do metropolii warmińskiej, diecezji elbląskiej i dekanatu elbląskiego północnego. Jest prowadzona przez księży salezjanów. 
Na cmentarzu parafialnym, powstałym w XIX wieku, znajduje się barokowa kaplica cmentarna, którą ufundował około połowy XVIII wieku proboszcz Józef Schwan. Podczas wojny została częściowo zniszczona. Odrestaurowano ją w 1959 roku.
Kaplica wzniesiona jest na planie prostokąta. Wnętrze kryte jest płaskim, drewnianym stropem. Naroża ujęte są w płaskie, boniowane pilastry. Prostokątne otwory okienne ujęte są płaskimi opaskami. 
Wschodnie i zachodnie fasady kaplicy wieńczą barokowe szczyty. W szczycie od strony zachodniej, na osi  środkowej, znajduje się głęboka, półokrągła nisza, mieszcząca niegdyś figurę świętego. Szczyty wieńczą górą
półowalne, gzymsowane przyczółki. Kaplica była kryta dwuspadowym daszkiem i holenderską dachówką.